# Distretto di Pukë
Il distretto di Pukë (in albanese: Rrethi i Pukës)  era uno dei 36 distretti amministrativi dell'Albania. 	
La riforma amministrativa del 2015 ha suddiviso il territorio dell'ex-distretto in 2 comuni: Fushë Arrëz e Pukë.

## Geografia antropica

### Suddivisioni amministrative
Il distretto comprendeva 2 comuni urbani e 8 comuni rurali.

#### Comuni urbani
- Fushë Arrëz (Fush Arrëz, Fushe Arez)
- Pukë

#### Comuni rurali
- Fierzë
- Gjegjan
- Iballë
- Qafë Mali (Qafemali)
- Qelëz (Qellez)
- Qerret
- Rrapë